# Offerplats
Offerplats kallas en kultplats som varit föremål för offerriter. Sådana förekommer i många varianter och variationer. Det kan vara naturområden, byggnader eller objekt.

## Offerplatser i fornnordisk religion
I Norden fanns under järnåldern och bronsåldern offerplatser nära många byar. Platsen kunde kallas för vi eller viet. Andra beteckningar för offerplatser eller kultplatser var harg, horg, hov, landa, lund och åkra. Dessa fyra namnelement finns tillsammans med gudanamn i många ortnamn, till exempel Ullevi och Frölunda. Andra typer av offerplatser var offerkällor och offermossar.

## Hyponymer
- Offerkast
- Offerkälla
- Offermosse
- Offersten
- Skålgrop
- Ättestup